# Giovanna Rincon
Pour les articles homonymes, voir Rincon.
Giovanna Rincón est une figure majeure des luttes pour les droits des personnes trans en France, née à Bogotá et vivant depuis 2002 à Paris. 
Elle est co-porte-parole de la Fédération Trans et Intersexes, du Syndicat du travail sexuel et directrice de l'association Acceptess-T.

## Biographie
Giovanna Rincón est née en 1969 à Bogotá en Colombie dans une famille qu'elle qualifie de « difficile » et de « très pauvre ». Son père était cordonnier, sa mère femme au foyer. Dans des magazines people, elle découvre les histoires de certaines femmes trans, la brésilienne Roberta Close et l’italienne Eva Robin's,. Dans un témoignage vidéo publié à l'occasion de la journée IDAHOT 2018, elle explique comment tout a basculé pour elle vers 12 ans, quand elle a commencé à revendiquer son identité féminine,. Elle s'administre une hormonothérapie sauvage à base de pilules contraceptives et passe quatre mois à la rue,,. Elle met entre parenthèses sa transition parce que son amoureux ne l'accepte pas en tant que femme. À 15 ans et demi, elle monte son salon de coiffure et se réconcilie avec sa famille, dont elle devient le principal soutien financier,. Deux ans plus tard, elle rompt avec son copain, et fait son coming out trans auprès de sa famille, dont elle est violemment rejetée,. 
À 20 ans, elle découvre sa séropositivité. Un médecin lui donne 3 ans à vivre. Elle raconte qu’un homme lui a dit « tu dois continuer à aimer et à te laisser aimer » et qu’à cette époque où il n’existait encore aucun médicament contre le VIH, « ces mots ont été un vaccin ». Elle vend son salon de coiffure et en juin 1993 elle part pour l'Italie, à Rome, où elle subit racisme, transphobie, sérophobie, et violences policières,. Elle s'y prostitue et commence à militer auprès des femmes trans prostituées,,,. En 1998, les premiers traitements contre le VIH sont découverts mais ils ne sont pas accessibles aux personnes sans-papiers. Elle rejoint une association pour les droits des personnes prostituées au nord de l’Italie,; elle explique: « Ce qui a animé mon militantisme, c’est le manque : le manque d’amour, d’argent et d’un toit ». 
En novembre 2002, elle amène à Paris une amie d'enfance en phase terminale du SIDA, la fait soigner à l'Hôpital de la Salpêtrière,,, et rencontre les militantes de l'association PASTT, qu'elle rejoint. Victime du durcissement de la législation italienne à l’encontre des migrants, elle s'installe définitivement à Paris. Elle passe un entretien d’embauche pour un travail de vendeuse, mais le patron enchaîne les propos transphobes et lui dit qu'elle peut « rester dans la prostitution ». Pôle Emploi lui annonce que cela va « être très difficile » parce qu'elle est trans. Vingt ans plus tard, elle constate encore que « la transphobie est partout ». 

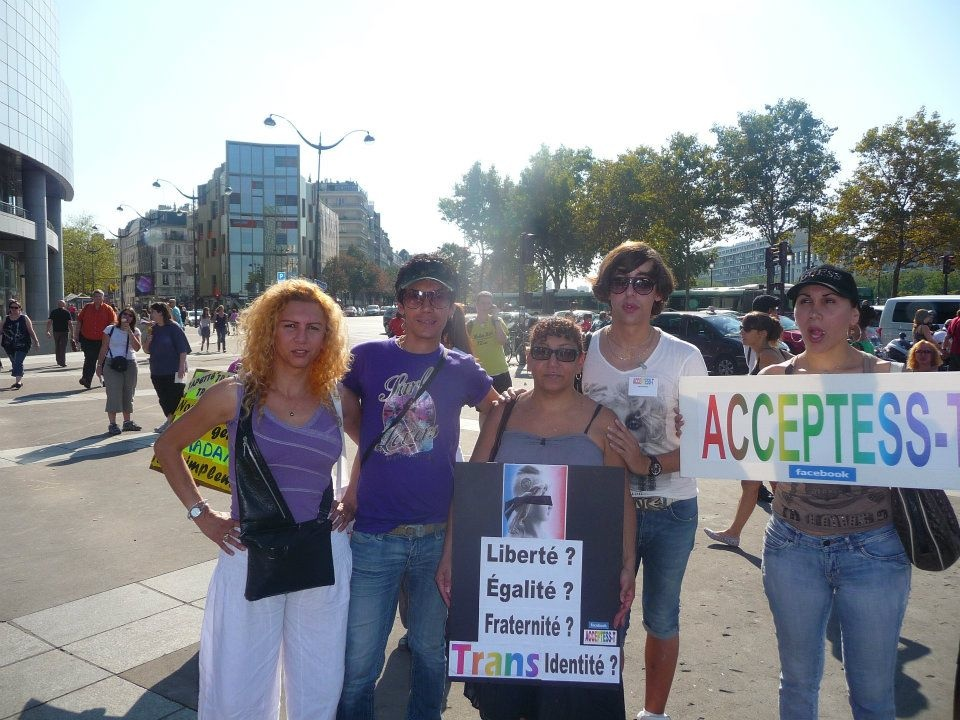
Giovanna Rincon (à gauche) et d’autres militants d’Acceptess-T à la marche Existrans en 2011

En juillet 2010, Giovanna Rincón prend ses distances avec le PASTT, et avec d'autres militantes de cette association, elle crée Acceptess-T, une association d'accompagnement des personnes trans, migrantes, travailleuses du sexe, et séropositives. Le but de l'association est de favoriser l'émancipation des femmes trans en difficulté, en les aidant à apprendre le français (« la langue française, autant que le langage administratif »), à trouver des ressources financières et à faire respecter leurs droits fondamentaux tels que l'accès aux soins, au travail, à l'asile, à participer à des activités sportives,,, etc. Un an plus tard, l'association compte 180 adhérentes dont 90% de personnes trans. Giovanna Rincon devient[Quand ?] salariée à mi-temps de l'association comme directrice.
Hélène Hazera dit de Giovanna Rincón que « ce qui la résume c’est le courage, la ténacité et le sens de l’égalité ».

## Prises de position

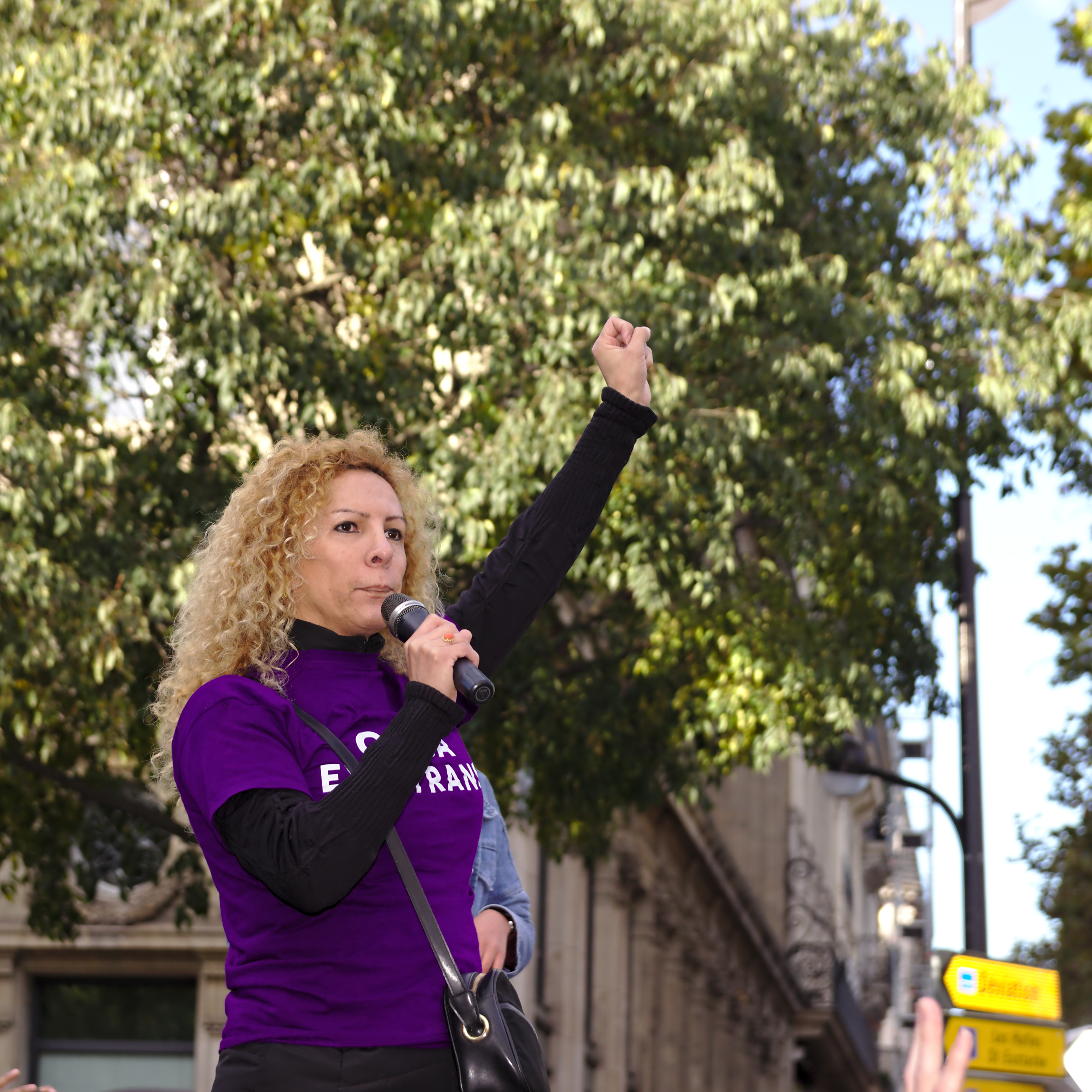
Prise de parole pendant la manifestation ExisTransInter en 2017.

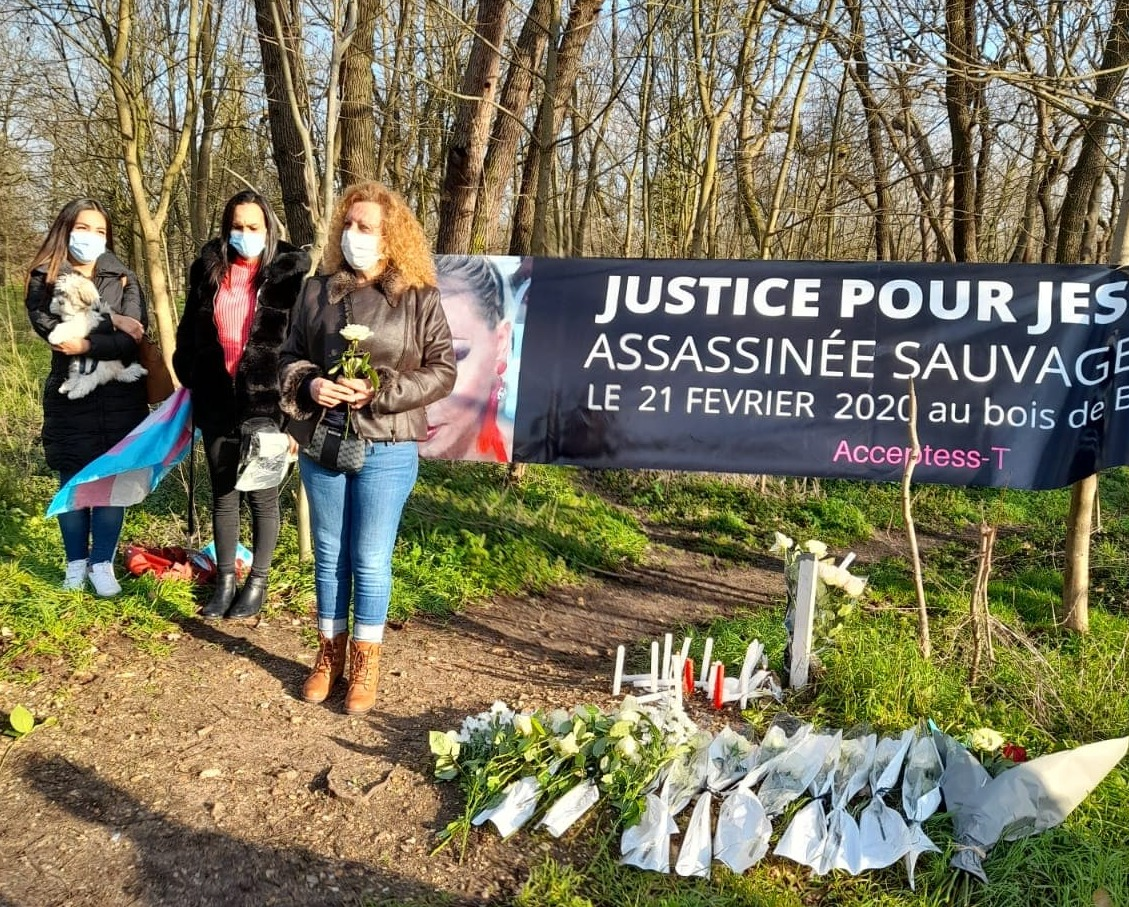
En 2021, sur le lieu de l'assassinat de Jessyca Sarmiento.

Giovanna Rincón s'implique contre la loi de pénalisation des clients de prostituées, entrée en vigueur en 2016, dont elle pense qu'elle mène les travailleuses du sexe vers plus de précarité, plus de risque d’infection au VIH, et plus de violences subies, (voir l'article Propositions françaises de loi visant à pénaliser les clients de la prostitution pour plus de détails). Ces violences ont été mortelles pour Vanesa Campos en 2018,, et Jessyca Sarmiento en 2020; Giovanna Rincón considère que la loi « est à 100% responsable » de ces morts mais ni Marlène Schiappa ni le gouvernement ne réagissent aux interpellations sur ce sujet,.  
Elle est souvent interrogée pour commenter l'actualité liée aux droits des personnes trans, qu'il s'agisse de la dépathologisation des transidentités par l'OMS, des agressions ou meurtres de personnes trans, et plus généralement de la transphobie dans l'espace public,, des revendications portées à l'occasion de la manifestation Existrans,,, de la lutte contre le VIH,,, etc.
Elle insiste pour que sur toutes ces questions, la parole des personnes directement concernées soit écoutée,.

## Distinctions
- Prix du Jury des initiatives contre l'homophobie et la transphobie pour son association Acceptess-T, donné par Christiane Taubira, ministre de la Justice et Garde des Sceaux et présidente du Jury 2015[35],[36],[37].
- Out d’or du « coup de gueule » en 2018[38], pour sa vidéo dénonçant l'insécurité des femmes transgenres dans l'espace public, sur le Huff Post[6], remis lors d'une cérémonie organisée par l'Association des journalistes lesbiennes, gays, bis et trans (AJLGBT)[39].

## Tribunes remarquées
- Giovanna Rincon, « À l'école, dans la rue, dans ma famille, tout a basculé pour moi quand je suis devenue une femme transgenre », sur Le Huffington Post, 17 mai 2018 (consulté le 15 juin 2019)
- Giovanna Rincon, « Pouvoir sortir dans la rue en sécurité, est-ce trop demander pour les femmes trans? », sur Le Huffington Post, 8 mars 2018 (consulté le 15 juin 2019)[38]